# Lucas Seeberger
Lucas Seeberger (* 21. Januar 1983) ist ein deutscher Filmeditor.

## Leben und Werk
Lucas Seeberger absolvierte eine Ausbildung zum Mediengestalter Bild/Ton in Köln von 2004 bis 2007. Seit dieser Zeit ist er als Editor tätig. 2009 bis 2012 folgte ein Studium an der Internationalen Filmschule Köln im Bereich Bild/Tonschnitt.
Seeberger ist Mitglied im Bundesverband Filmschnitt Editor e.V. (BFS). Er wohnt in Hamburg.

## Filmografie (Auswahl)
- 2015: Wilsberg: Bauch, Beine, Po (Fernsehreihe)
- 2015: Wilsberg: 48 Stunden (Fernsehreihe)
- 2015: Hans im Glück (Fernsehfilm)
- 2015: Neben der Spur – Adrenalin (Fernsehreihe)
- 2016: Die Dasslers – Pioniere, Brüder und Rivalen (Fernsehfilm)
- 2016: Neben der Spur – Amnesie (Fernsehreihe)
- 2016: Neben der Spur – Todeswunsch (Fernsehreihe)
- 2016: Solo für Weiss – Die Wahrheit hat viele Gesichter (Fernsehfilm)
- 2017: Allmen und das Geheimnis der Libellen (Fernsehreihe)
- 2017: Allmen und das Geheimnis des rosa Diamanten (Fernsehreihe)
- 2017: Angst – Der Feind in meinem Haus (Fernsehfilm)
- 2018: Tatort: Mord ex Machina (Fernsehreihe)
- 2018–2020: Der Pass (Fernsehserie, 16 Folgen)
- 2019: Allmen und das Geheimnis der Erotik (Fernsehreihe)
- 2020: Das Boot (Fernsehserie, 4 Folgen)
- 2021: Die Luft zum Atmen (Fernsehfilm)
- 2021: Der Geist im Glas (Fernsehfilm)
- 2023: Der Greif (Fernsehserie)